# Kathryn Hire
Kathryn Patricia Hire, detta Kay (Mobile, 26 agosto 1959), è un'ex astronauta statunitense e capitano della riserva navale statunitense.

## Carriera alla NASA
Hire ha iniziato a lavorare presso il Kennedy Space Center nel maggio del 1989, prima al Orbiter Processing Facility 3 come Activation Engineer e più tardi come Space Shuttle Orbiter Mechanical Systems Engineer per la Lockheed. Nel 1991 è stata certificata come Space Shuttle Test Project Engineer (TPE) e in seguito come controllore delle tute spaziali e del Russian Orbiter Docking System.
Selezionata come astronauta della NASA nel dicembre del 1994, ha iniziato a lavorare al Johnson Space Center nel marzo del 1995. Dopo un anno di lavoro, ha iniziato a lavorare al centro di controllo missione come comunicazioni con la navetta (CAPCOM). Hire ha poi volato come Specialista di Missione-2 su STS-90 nel (1998) facendo registrare 381 ore di volo nello spazio. Ha ricoperto inoltre vari incarichi presso la NASA. L'ultima missione alla quale ha partecipato è stata la STS-130, conclusa con successo il 21 febbraio 2010.